# Shanghai Y-10
Shanghai Y-10 (运十) — китайский опытный среднемагистральный реактивный пассажирский самолёт, имевший своим прототипом американский Boeing 707. 
Первый построенный в Китае среднемагистральный реактивный пассажирский самолёт. Проектировался начиная с августа 1970 года. 
Несмотря на схожесть внешних очертаний, это самостоятельная разработка китайских инженеров. Были установлены двигатели Пратт & Уитни JT3D-7, все остальные элементы конструкции были китайскими. 

Первый прототип (01) использовался на статических испытаниях. Второй прототип (02) совершил первый полёт 26 сентября 1980 года и до 1984 года включительно совершил 130 полётов, налетав 170 часов. Летал в Пекин, Харбин, Урумчи, Шэньчжоу, Хэфэй, Гуанчжоу, Лхасу и др. места. 
Не пошёл в серийное производство в силу наличия к тому времени флота более современных судов иностранного производства и выпуска по лицензии MD-80, полностью удовлетворявших потребности дальних перевозок.

## Конструкция
Аэродинамическая схема:
четырёхмоторный турбореактивный низкоплан со стреловидным крылом и однокилевым оперением.

## Лётно-технические характеристики
| Длина самолёта (м)          | 42,93        | 42,93        | 42,93        |
| Высота самолёта (м)         | 13,42        | 13,42        | 13,42        |
| Размах крыла (м)            | 42,24        | 42,24        | 42,24        |
| Площадь крыла (м2)          | 244,5        | 244,5        | 244,5        |
| Крейсерская скорость (км/ч) | 974          | 974          | 974          |
| Число пассажирских мест     | 149 (до 178) | 149 (до 178) | 149 (до 178) |
| Экипаж                      | 5            | 5            | 5            |